# Линейни крайцери проект 1047
Линейни крайцери „1047“ (на нидерландски: Ontwerp slagkruiser klasse 1047) са неосъществен проект за линейни крайцери на Холандския флот от времето на Втората световна война. Разработват се от 1939 г. за борба с японските тежки крайцери. Планира се да влязат в състава на холандския Източноиндийски флот. Крайцерите се проектират при поддръжката на немско-холандската компания NV Ingenieurskantoor voor Scheepsbouw. Предполага се построяването на 2 или 3 крайцера, но всички работи са спрени от немското нахлуване през 1940 г. Крайцерите така и не са заложени, след края на войната проектът не е възобновяван.

## История на създаването
Историята на създаването на линейните крайцери от проекта 1047 започва през 1938 г., когато специално създаден комитет на флота анализира ситуацията за Нидерландия в басейна на Тихия океан. Изказано е опасение, че Япония има планове за превземане по отношение на холандските владения в Остиндия, богати на нефт, от който крайно се нуждае Япония. Съотношението на военноморските сили на Нидерландия и Япония не дава на холандците шансове за успешна съпротива, обаче от членовете на комитета е изказано оптимистичното мнение, съгласно което основните сили на японския флот ще бъдат сковани от потенциалните съюзници на Нидерландия – Великобритания и САЩ, в резултат на което, японците няма да могат да използват своите линкори и линейни крайцери против холандските ВМС в Тихия океан.
Така се счита, че най-мощните кораби, които Япония ще може да насочи против Холандска Индия ще станат тежките крайцери. Обаче най-мощните кораби във ВМС на Нидерландия са леките крайцери от типовете „Ява“ и „Де Ройтер“, неспособни да противостоят на подобен противник. Комитетът препоръчва да се създаде нов тип бързоходни и мощни кораби, способни да изпълняват функцията по сдържане на японската агресия, а в случай на нейно начало, ефективно да унищожават тежките крайцери на противника. По същество, ства дума за създаването на своеобразен изтребител на тежки крайцери, който не е предназначен за бой с линкори.

## Оценка на проекта
Резултатът от усилията на холандските конструктори става появата на достатъчно своеобразен кораб. От една страна, той напълно съответства на поставените пред него тактически задачи. Артилерията на главния калибър му позволява да се справи с всеки тежък крайцер, а собственото брониране е достатъчно надеждно за защита от техния ответен огън. Скоростта на линейните крайцери от проекта 1047 им позволява, ако не друго, поне да не изостават от японските тежки крайцери. Универсалната и малокалибрената зенитна артилерия се отличават с високи, по мерките на началото на Втората световна война характеристики, макар общия брой стволове да е явно недостатъчен за отразяване на масирани въздушни атаки.
Заедно с това, проектът остава тясно специализиран. „Изтребителят на крайцери“ няма никакви шансове в решителен бой с който и да е линеен кораб на противника. Неговата бронева защита се пробива от оръдията на линкорите практически на всяка възможна дистанция. Остава му само възможността да се спасява с бягство, уповавайки се на по-високата си скорост. С оглед на това, че в реалността Япония в периода 1941 – 1942 г. успява да изпрати своите линкори и линейни крайцери в контролирания от Нидерландите регион, линейните крайцери от проекта 1047, бидейки все пак построени, не биха могли съществено да изменят хода на събитията.